# Strengen

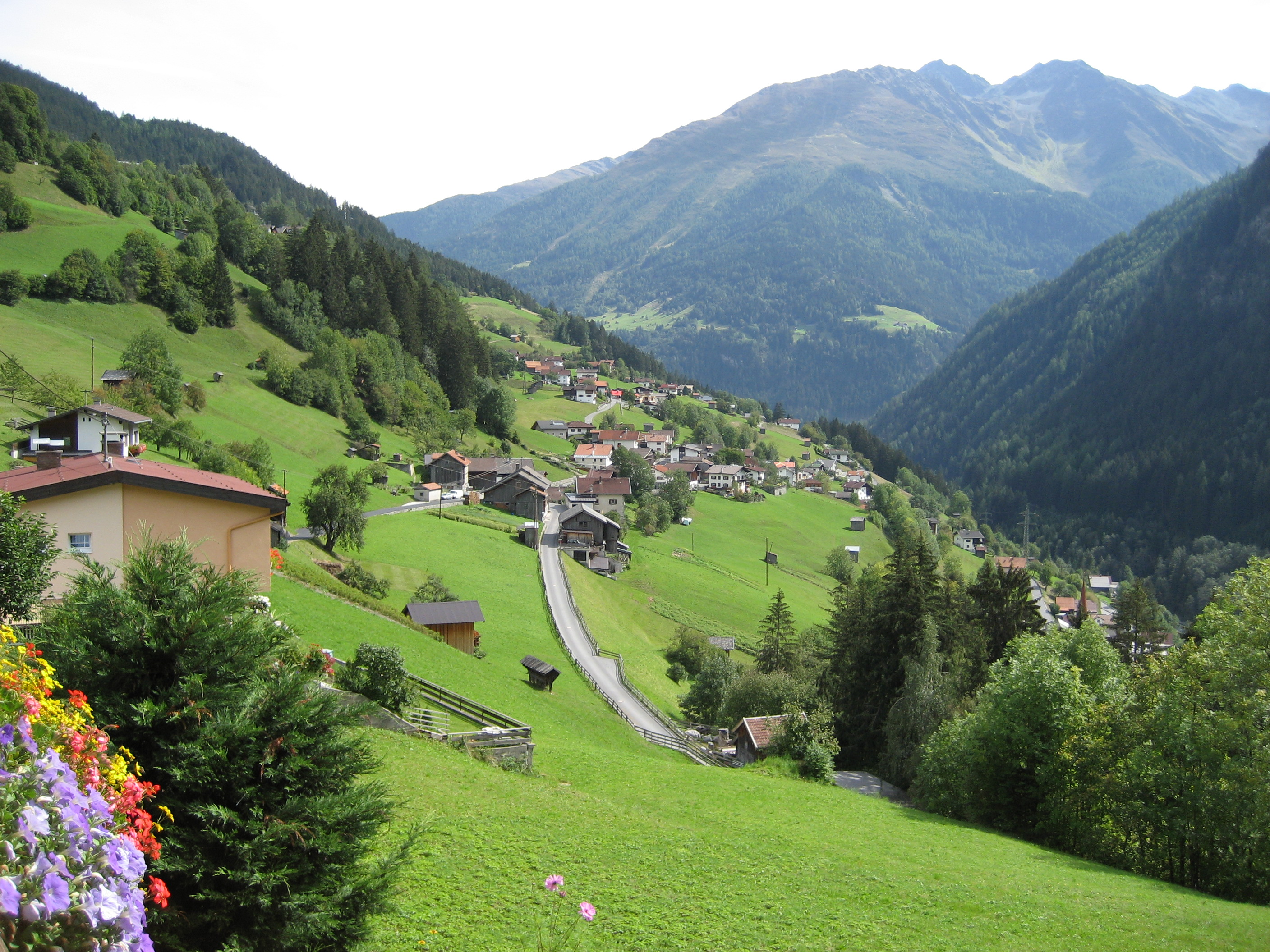
Der Grieshof – einer der Urhöfe der Gemeinde Strengen; Blickrichtung Südost. Im Hintergrund li. Giggler Spitze, re. Gamsbergkopf

Strengen ist eine Gemeinde mit 1197 Einwohnern (Stand 1. Jänner 2025) im Bezirk Landeck im Bundesland Tirol (Österreich). Sie liegt im Gerichtsbezirk Landeck.

## Geographie
Die Gemeinde Strengen liegt im Stanzertal an der Rosanna. Im östlichsten Punkt der Gemeinde mündet die Trisanna in die Rosanna, gemeinsam münden sie als Sanna in den Inn. Dieser tiefste Punkt der Gemeinde liegt 900 Meter über dem Meer. Nach Süden steigt das Gebiet in der Verwallgruppe auf 2500 Meter an, wobei die höchsten Gipfel der Kleingfallkopf (2440 m), die Pezinerspitze (2550 m) und das Niederjöchl (2316 m) sind. Im Norden wird die Gemeinde von der Parseiergruppe der Lechtaler Alpen begrenzt. Hier sind die höchsten Erhebungen die Feuerköpfe (2827 m), der Dawinspitz, auch Dawinkopf genannt (2970 m), die Eisenspitze (2859 m) und der Südliche Schwarze Kopf (2947 m). Weder die Dawinspitze noch die Eisenspitze befinden sich auf dem Gemeindegebiet von Strengen. Die Eisenspitze liegt auf dem Gemeindegebiet von Flirsch, die Dawinspitze (Dawinkopf) auf dem Gemeindegebiet von Grins. 
Die Fläche der Gemeinde beträgt 23 Quadratkilometer. Davon sind 54 Prozent bewaldet, zwölf Prozent werden landwirtschaftlich genutzt und 21 Prozent sind Almen.

### Gemeindegliederung
Strengen besteht nur aus dem gleichnamigen Ort Strengen. Daneben liegen folgende Siedlungen auf dem Gemeindegebiet (West nach Ost): Riefen, Egg, Unterverill, Verill, Kramategg, Obermühl, Obweg, Unterweg, Balzerlen, Grieshof, Bühele, Brunnen, Unterbrunnen, Weiher, Hof, Lorett, Klaus, Dorf, Bahnhof und die Steigsiedlung.

### Nachbargemeinden
|         | Zams                                        |          |
| Flirsch | Kompassrose, die auf Nachbargemeinden zeigt | Grins    |
|         | Kappl                                       | Tobadill |

## Geschichte
Strengen liegt zwischen Landeck und dem Arlberg, an einer alten Römerstraße. Das Ortsbild in seiner Mischung aus romanisch geprägten Mauerhäusern und bajuwarischen Holzhäusern ist noch recht gut erhalten. Nach Karl Finsterwalder existierte 1336 ein gewisser Jakob der Streng, auf dessen Vorfahren der Ortsname Strengen zurückzuführen sein könnte. Das Wort hatte früher eine positive Konnotation im Sinne von stark, tapfer, zäh. In Peter Anichs Atlas Tyrolensis von 1774 wird der Ort als Gstreng erwähnt, wodurch etymologisch auch ein vorrömischer oder romanischer Ursprung des Flurnamens denkbar wäre (etwa castrin, von castrum für römisches Militärlager). Im Werk Schematismus von Tirol und Vorarlberg aus dem Jahre 1839 wird zwischen dem Dorf Strengen und den Weilern „Rallsberg“ unterschieden
Die Gemeinde hieß im Mittelalter Rall, gemeinsam mit Flirsch Rallsberg. Die Urhöfe bzw. Weiler waren: Außer- und Innergrießhof (1754: 7 Häuser); Balzerlen, Blahen, Blasgen und Brunnen (1754: 19 Häuser, 1837: 8 Häuser); Bühele, Dichten und Egg (1754: 3 Häuser); Hof (1754: 18 Häuser); Klaus und Loch (1754: 5 Häuser); Loret (1754: 1, 1837: 3 Häuser); Obermühl und Obweg (1754: 4 Häuser); Unterweg (1754: 17 Häuser); Perflör (1754: 3 Häuser); Riefen (1754: 14, 1837: 9 Häuser); und Verill (1754: 7, 1837: 7 Häuser). Der Hauptort Strengen selbst zählte 1754 acht Häuser, 1837 bereits bis zu 145 Häuser. Seitdem wurde die Gemeinde auch „Strengen am Rallsberg“ genannt. 100 Jahre später, mit dem Bau der Arlbergbahn, fiel die Bezeichnung Rallsberg weg. Die Gemeinde heißt seitdem Strengen am Arlberg.

## Kultur und Sehenswürdigkeiten

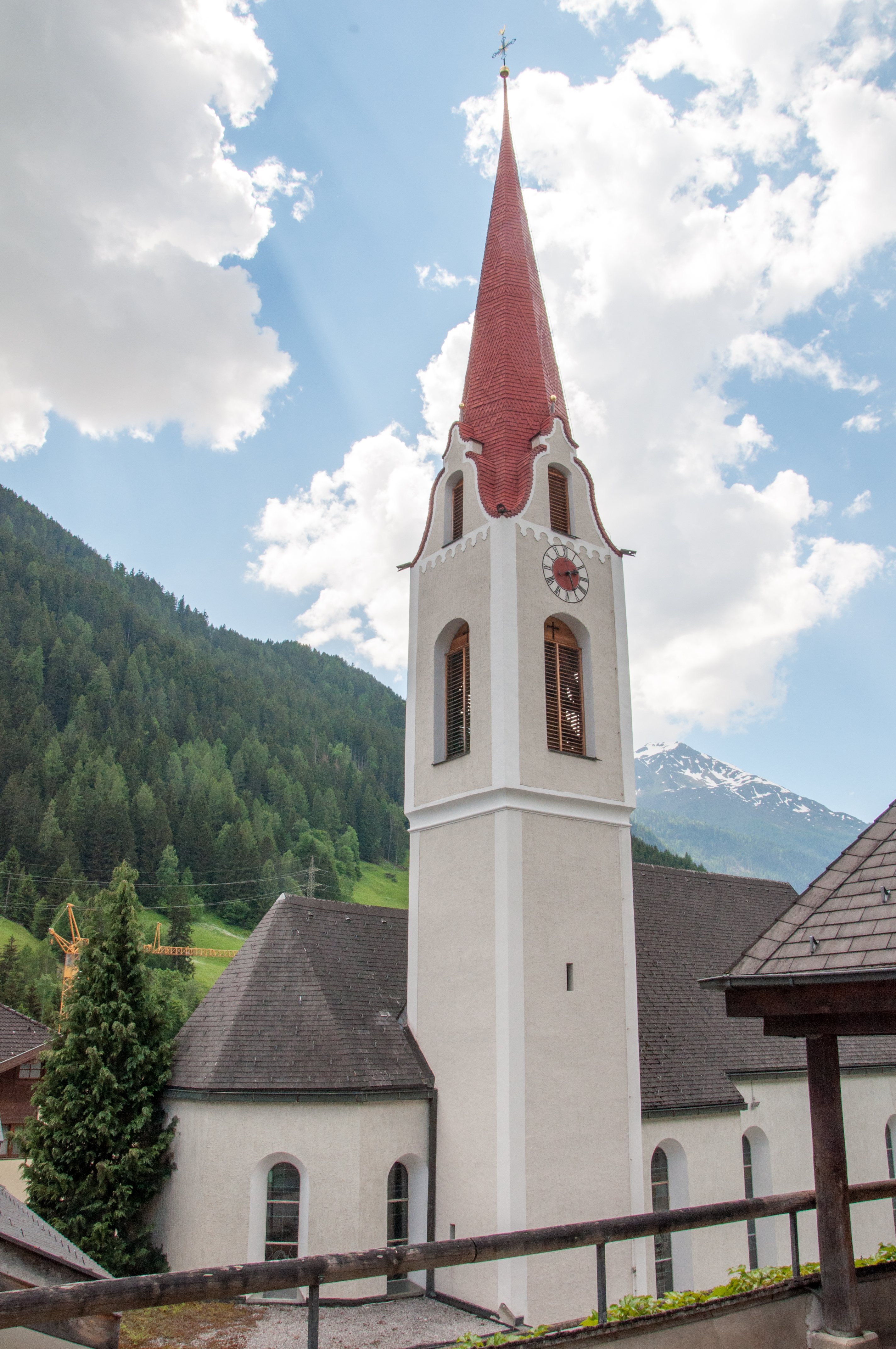
Pfarrkirche Strengen

- Katholische Pfarrkirche Strengen hl. Martin
- Wallfahrtskapelle Strengen Maria Hilf[5]
- Gedeckte Holzbrücke über die Rosanna von 1764, mit 18 m Spannweite.
- Eine Besonderheit im Stanzertal waren mehrere der letzten „Schellenschmieden“ Tirols, wo in Handarbeit Kuhglocken geformt wurden. Ihr Klang soll sich von maschinell erzeugten unterscheiden. Die beide letzten Betriebe im Ort haben vor einigen Jahren den Betrieb eingestellt. Der heute nunmehr einzige aktive Schellenschmiedemeister Österreichs arbeitet in Pettneu am Arlberg.[6]

## Wirtschaft und Infrastruktur

### Wirtschaftssektoren
Von den 79 landwirtschaftlichen Betrieben des Jahres 2010 wurden 74 im Nebenerwerb geführt. Im Produktionssektor arbeiteten 19 Erwerbstätige im Bereich Herstellung von Waren und zehn in der Bauwirtschaft. Die größten Arbeitgeber im Dienstleistungssektor waren die Bereiche soziale und öffentliche Dienste (22) und der Handel (9 Mitarbeiter).
| Wirtschaftssektor            | Anzahl Betriebe | Anzahl Betriebe | Erwerbstätige | Erwerbstätige |
| Wirtschaftssektor            | 2011            | 2001            | 2011          | 2001          |
| ---------------------------- | --------------- | --------------- | ------------- | ------------- |
| Land- und Forstwirtschaft 1) | 79              | 96              | 12            | 1             |
| Produktion                   | 6               | 10              | 29            | 62            |
| Dienstleistung               | 25              | 22              | 52            | 58            |

1) Betriebe mit Fläche in den Jahren 2010 und 1999
| Derzeit pendeln die meisten Berufstätigen aus, der Tourismus ist anders als bei den Gemeinden im Stanzertal Nahe St. Anton am Arlberg nur wenig entwickelt. Im Jahr 2011 lebten 536 Erwerbstätige in Strengen. Davon arbeiteten 64 in der Gemeinde, beinahe neunzig Prozent pendelten aus. - Straße: Über Jahrzehnte hinweg litt vor allem der Dorfkern in der engen Talsohle stark unter einer enormen Verkehrsbelastung. Mit dem Bau des Strenger Tunnel der Arlbergschnellstraße und dessen Eröffnung im Juni 2006 konnte das Verkehrsaufkommen stark reduziert werden. - Bahn: Strengen hat einen Bahnhof der Arlbergbahn, der Personennahverkehr per Bahn im Stanzertal wurde jedoch stark reduziert, den öffentlichen Verkehr übernehmen Regionalbusse. | Die zur Anzeige dieser Grafik verwendete Erweiterung wurde dauerhaft deaktiviert. Wir arbeiten aktuell daran, diese und weitere betroffene Grafiken auf ein neues Format umzustellen. (Mehr dazu) |

## Politik

### Gemeinderat
Der Gemeinderat hat 13 Mitglieder.
- Mit den Gemeinderats- und Bürgermeisterwahlen in Tirol 1998 hatte der Gemeinderat folgende Verteilung: 5 Allgemeine Vorwärts Strengen, 4 Aktiv 2000 und 4 Bürgerliste Strengen.[11]
- Mit den Gemeinderats- und Bürgermeisterwahlen in Tirol 2004 hatte der Gemeinderat folgende Verteilung: 7 Gemeinsam für Strengen und 6 Allgemeine Vorwärts Strengen.[12]
- Mit den Gemeinderats- und Bürgermeisterwahlen in Tirol 2010 hatte der Gemeinderat folgende Verteilung: 7 Allgemeine Vorwärts Strengen und 6 Gemeinsam für Strengen.[13]
- Mit den Gemeinderats- und Bürgermeisterwahlen in Tirol 2016 hatte der Gemeinderat folgende Verteilung: 5 Bürgerliste Strengen, 4 Allgemeine Vorwärts Strengen und 4 Gemeinsam für Strengen.[14]
- Mit den Gemeinderats- und Bürgermeisterwahlen in Tirol 2022 hat der Gemeinderat folgende Verteilung: 5 Bürgerliste Strengen, 4 Allgemeine Vorwärts Strengen und 4 Gemeinsam für Strengen.[15]

### Bürgermeister
- 1998–2010 Erich Haueis (SPÖ)
- 2010 Martin Juen[16]
- seit 2010 Harald Sieß (Allgemeine Vorwärts)[17]

### Wappen
Der Gemeinde wurde 1984 folgendes Wappen verliehen: In Rot eine gestürzte silberne Spitze, darin eine schwarze Kelle.
Die silberne Spitze symbolisiert die Talenge, die Kelle steht für das historisch wichtige Bauhandwerk.

## Persönlichkeiten

### Ehrenbürger der Gemeinde
• 2000: Herbert Lorenz, Altbürgermeister
- 2012: Erich Haueis, Altbürgermeister[19]

### Söhne und Töchter der Gemeinde
- Johannes Ruez (1678–1762), Holzbildhauer
- Simon Alois Maaß (1758–1846), Priester, „der alte Fließer Pfarrer“
- Johann Lorenz (1871–1946), Seelsorger und Dekan[20]
- Norbert Strolz (1922–1990), Maler